# Štěpán III. z Blois
Štěpán III. z Blois (francouzsky Étienne de Blois nebo Étienne d'Angleterre,1096? – 25. října 1154 Dover) byl francouzským hrabětem z Mortain a Boulogne a posledním normanským králem Anglie. Vládl v letech 1135–1154, jeho vláda však byla provázena vleklou válkou se sestřenicí Matyldou, která se také snažila získat anglický trůn. Spor byl vyřešen až korunovací Matyldina syna Jindřicha II., jímž se dostala na anglický trůn linie Plantagenetů.

## Život

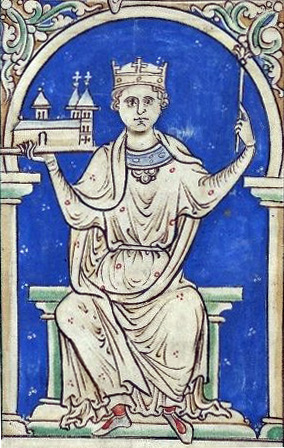
Štěpán jako král na dobové miniatuře

Štěpán se narodil v Blois ve Francii, jako syn Štěpána II. z Blois, a Adély, dcery Viléma Dobyvatele. Měl dva bratry, Theobalda, hraběte ze Champagne, a Jindřicha z Blois, biskupa z Winchesteru. Roku 1106 poslán na vychování ke dvoru svého strýce, krále Jindřicha I. Kolem roku 1115 se stal hrabětem z Mortain. Asi v roce 1125 se oženil s Matyldou, dcerou a dědičkou hraběte z Boulogne-sur-Mer.

### Vláda a válka s císařovnou Matyldou
Před smrtí anglického krále Jindřicha I. v roce 1135, přísahala většina baronů podporovat nárok na trůn Jindřichově dceři Matyldě, bývalé německé císařovně. Po králově smrti se však Štěpán dožadoval trůnu a tvrdil, že Jindřich před smrtí změnil své rozhodnutí a jmenoval svým následovníkem právě jeho osobu. Jakmile byl korunován, získal podporu většiny baronů a také papeže Inocenta II. Několik prvních roků jeho vlády bylo klidných.
Kolem roku 1139 ztratil Štěpán hodně z dřívější podpory a země se ponořila do občanské války, běžně označované jako anarchie. Štěpán čelil jednotkám císařovny Matyldy na několika místech. V bitvě u Lincolnu, kde se střetl s Robertem z Gloucesteru  a Ranulfem z Chesteru, byl poražen, zajat nepřátelskými vojsky a uvězněn v Bristolu. Matylda brzy ztratila podporu země a byla vyhnána z Londýna. Když byl zajat její nejschopnější důstojník, hrabě z Gloucesteru, byla donucena propustit Štěpána výměnou za hraběte a Štěpán byl vrácen na trůn.
V prosinci 1142 byla císařovna obležena v Oxfordu, ale podařilo se jí uprchnout na hrad Wallingford, držený jejím stoupencem, Brienem FitzCountem. Roku 1147 se Matyldin dospívající syn Jindřich II. rozhodl zapojit do konfliktu. S malou armádou žoldnéřů se vylodil v Anglii. Pověsti o velikosti jeho armády, které byly značně přehnané, vyděsily Štěpánovy stoupence. Jindřich byl však dvakrát poražen a skončil bez prostředků na další boje. Požádal o pomoc strýce Roberta, ale byl odmítnut. V zoufalství se nakonec tajně obrátil na Štěpána, který mu údajně poskytl finanční pomoc.

### Usmíření a smrt
Svůj nejistý nárok na trůn si Štěpán udržel do konce života. Po vojenském patu u Wallingfordu (mezi Štěpánovými a Jindřichovými jednotkami) a smrti jeho syna a dědice Eustacha v roce 1153, byl Štěpán, zarmoucený synovou smrtí, donucen ke kompromisu. Uzavřel s Matyldou dohodu, že Jindřich nastoupí po Štěpánově smrti na trůn. Zemřel o rok později, 25. října 1154 v převorství v Doveru a byl pohřben společně s manželkou v opatství v Favershamu, které založil v roce 1147.

## Potomci
1. manželství ∞ 1125 Matylda z Boulogne († 1152)
- Marie († 1182) ∞ 1160 Matěj Alsaský
- Eustach († 1153) ∞ 1140 Konstancie Francouzská
- Balduin († před 1135)
- Vilém († 1159) ∞ 1148 Isabela z Warenne
- Matylda († před 1141)

### Levobočci
- Gervais († 1160)
- Amaury
- Raul